# Guatubesia clarae
Guatubesia clarae is een hooiwagen uit de familie Gonyleptidae.